# Famille Mülner
La famille Mülner est une famille suisse de chevaliers. Plusieurs membres de la famille ont été membres du Conseil de Zurich.

## Histoire
La famille est mentionnée pour la première fois en 1159,.

## Armoiries
Les armes de la famille se blasonnent ainsi : d'azur à une roue de moulin d'or.